# The Legends
The Legends (chino simplificado: 招摇; pinyin: Zhāoyáo), es una serie de televisión china transmitida del 28 de enero del 2019 hasta el 3 de abril del 2019 por Hunan TV.
La serie estuvo basada en la novela "Zhaoyao" del autor Jiuliu Feixiang.

## Sinopsis
Con el objetivo de unir todo el mundo pugilista, el Rey Demonio Li Xiu decide crear una forma secreta de magia. Sin embargo, acaba acercándose al camino del demonio y termina lastimando a su hijo Li Chen Lan en el proceso. Dicha magia es tan poderosa y malvada, que hace que Chen Lan sean más fuerte día a día. Finalmente, temiendo que el poder malvado corrompiera la mente de su hijo, Li Xiu decide sellarlo dentro de la montaña Fengmo y le ordena a sus subordinados, el Clan Lu, protegerlo dentro de la montaña. Li Xiu le ordena a la gente de afuera que nunca entren a la montaña y a los de adentro que no se retiren hasta su regreso. Li Xiu abandona su país para buscar una manera de sacar la energía malvada del cuerpo de su hijo, pero al final desaparece sin dejar rastro. Este sello permaneció en el mundo, causando que la montaña se cubriera con el miasma maligno donde ninguna planta creció. 
Años más tarde, la Deidad de Oro, Luo Ming Xuan, logra entrar en la montaña y atacar a Chen Lan, pero este logra escapar y poco después se encuentra con Lu Zhao Yao, una descendiente del clan Lu, quien lo protege cuando las sectas intentan matarlo. Poco a poco, Chen Lan comienza a enamorarse de ella, por lo que decide quedarse a su lado y protegerla, convirtiéndose en su mejor aliado y amigo. 
Sin embargo, mientras Zhao Yao intenta tomar la espada Wanjun de su predecesor, es emboscada por las diez sectas inmortales y muere, creyendo erróneamente que Chen Lan está relacionado con el incidente después de verlo tomar la espada.
Cinco años después, Chen Lan ha asumido la posición del líder de la secta Wanlu, intentando cuidarla hasta el regreso de Zhao Yao. Sin embargo, Zhao Yao, quien ahora es un espíritu, y aún creyendo que él fue el responsable de su muerte, posee el cuerpo de Qin Zhi Yan para vengarse. Zhao Yao hace que Zhi Yan se convierta en la discípula de Chen Lan dentro de la Secta Inmortal para acercarse a él y matarlo.
Sin embargo, las cosas no salen como las planea y en el proceso Zhao Yao poco a poco comienza a enamorarse de él.
Mientras tanto, Jiang Wu, un joven ambicioso, quiere matar a Chen Lan para convertirse en el nuevo líder de la secta.

## Reparto

### Personajes principales
| Actor           | Personaje                       | Nº de episodios | Notas |
| --------------- | ------------------------------- | --------------- | --- |
| Bai Lu          | Lu Qiong, Zhao Yao / Qin Zhiyan | -               | Zhao Yao: Después de presenciar el asesinato de su amado abuelo a manos de Ming Xuan, Zhao Yao jura vengarse de él y crea su propia secta conocida como el Clan Wan Lu, conformada por 4 líderes: del oriente, del Sur, del Occidente y del Norte. Qin Zhiyan: |
| Xu Kai          | Li Chen Lan / Mo Qing           | -               | Li Chenlan: es el hijo del Rey Demonio, luego de que su padre le pasara su demonio interno cuando era un bebé lo encierra en una cueva. Después de ser salvado por Zhao Yao de los líderes de las sectas legítimas, quienes intentaban matarlo, lo nombra "Mo Qing" y poco a poco comienza a enamorarse de ella. Luego de la aparente muerte de Zhao Yao se convierte en el nuevo líder del Clan Wan Lu y hace todo lo posible por traerla a la vida. Luego de recuperarla la ayuda en su lucha contra Luo Ming Xuan. Cuando el demonio interno intenta poseerlo completamente, Zhao Yao y la gente cercana a Chen Lan intentan ayudarlo. Finalmente logra liberarse de su demonio interno, renuncia a su puesto como líder del clan y se casa con Zhao Yao con quien tiene dos hijos. |
| Dai Xu (代旭)   | Jiang Wu / Zhou Bai             | -               | Jiang Wu: es un joven ambicioso y peligroso, que busca matar a Chen Lan para convertirse en el nuevo líder de la secta y quedarse con Zhao Yao. Cuando descubre que es el demonio interno de Qin Qian Xian busca destruirlo, y hace todo lo que está en sus manos para lograrlo. Zhou Bai: es el demonio interno y la forma humana de Qian Xian, quien se siente atraído por una de las Zhi Yan cuando la conoce. |
| Xiao Yan (肖燕) | Miss Qin Zhi Yan                | -               | Después de presenciar la muerte de su padre Qin Qian Yu, a manos de Liu Wei, Zhi Yan decide ir a la Secta Wan Lu para unírseles y así vengarse por la muerte de su padre, sin embargo en el camino se encuentra con el espíritu de Zhao Yao y por un tiempo sus almas se unen, por lo que Zhao Yao tiene la misma apariencia que ella. Conforme pasa los días en la secta, Zhi Yan se vuelve cercana a Zhao Yao a quien trata como una hermana y quien la ayuda a ganar confianza en sí misma. Años después de que Chen Lan y Zhao Yao se van, se convierte en la nueva líder de la Secta Wan Lu, siguiendo los deseos de Zhao Yao y Chen Lan. |

### Personajes secundarios

#### Phoenix Mountain (Jian Xin Sect)
| Actor           | Personaje                        | N.º de episodios | Notas |
| --------------- | -------------------------------- | ---------------- | --- |
| Liu Guanxiang   | Luo Ming Xuan                    | -                | Es la Deidad de Oro (Jin Xian). Aunque al inicio su encuentro con Zhao Yao es amigable, luego de que ella lo cuidara luego de ser herido mientras intentaba matar al hijo del Rey Demonio, sin embargo poco después Zhao Yao lo convierte en su mayor enemigo y jura matarlo luego de que él asesinara a su abuelo, mientras este intentaba protegerla. Más tarde Zhao Yao logra sellarlo y mandarlo en un sueño profundo, luego de ser revivido por Chang Yu jura vengarse. Cuando finalmente muestra sus verdaderas intenciones y se transforma completamente al lado obscuro es asesinado por Zhao Yao con la ayuda de la espada Liu He Tian Yi, conocida por matar a los demonios internos.                                                                  |
| Viola Mi (米露) | Sacred Lady Chang Yu, Liu Su Ruo | -                | Es la dama sagrada (inglés: "Sacred Lady") y la prometida de Ming Xuan. Odia a Zhao Yao luego de que esta derrotara a Ming Xuan y lo mandara a un sueño profundo separándolo de ella, por lo que intenta en varias ocasiones matarla. Está dispuesta a hacer lo que sea para regresar a la vida a Ming Xuan (realiza un hechizo de manipulación sobre su hermano y lo obliga a matar a Qian Yu, también manipula a Cang Ling para atacar a Zhi Yan). Debido a sus acciones la secta queda destruida. Finalmente Su Ruo muere luego de un enfrentamiento con Zhao Yao, por lo que Ming Xuan jura vengarse. |
| -               | Liu Wei                          | -                | Es el líder de la Secta Jian Xin, hermano mayor de Chang Yu y padre de Liu Cangling. Fue el responsable de la muerte de Qin Qian Yu debido a un hechizo de manipulación conocida como el Arte del Desconcierto (inglés: "Art of Befuddlement") que su hermana había puesto sobre de él. Luego de ser rescatado por la secta Wan Lu y liberado de hechizo se recupera y regresa a su secta para reconstruirla y guiarla adecuadamente. |
| -               | Chi Tianming                     | -                | Es uno de los líderes y miembro de la secta ortodoxa legítimas. Junto a Ming Xuan fueron a la Montaña Fengmo para derrotar al hijo del Rey Demonio, sin embargo Chi no pudo pasar la protección de la montaña. Tian Ming trabaja bajo las órdenes de la ambiciosa Su Ruo a quien sigue en su intento por revivir a Ming Xuan. |
| Yang Ze (杨泽)  | Liu Cang Ling                    | -                | Es el hijo de Liu Wei y discípulo de Jian Xi. Desde pequeño sus familias acordaron que se casaría con Qin Zhi Yan, de quien está enamorado. Años más tarde cuando su padre asesina a Qin Qian Yu, el padre de Zhi Yan, ella decide huir hacia la secta Wan Lu para que la ayuden a vengarse. Cuando Cang Ling se entera de su desaparición va en su búsqueda, pero termina siendo atrapado por el clan, quien poco después lo libera. Aunque al inicio no cree que su padre sea el responsable de la muerte de Qian Yu finalmente descubre la verdad. Aunque intenta asegurarle a Zhi Yan que lo que sucedió entre sus padres no ha afectado lo que siente por ella, Zhi Yan lo rechaza. Más tarde Cang Ling se casa con otra persona con quien tiene dos hijos. |
| -               | Hanyue                           | -                | Es una de las discípulas de la secta, encargada de llevar el ataúd de oro que contiene el cuerpo de Ming Xuan al monte Phoenix bajo las órdenes de Su Ruo y Cang Ling. |
| -               | Xinting                          | -                | Es una de las discípulas de la secta, es una de las encargadas de llevar el ataúd de oro que contiene el cuerpo de Ming Xuan al monte Phoenix bajo las órdenes de Su Ruo y Cang Ling. |

#### Mt. Fengmo (Wan Lu Sect)
| Actor               | Personaje                           | N.º de episodios | Notas |
| ------------------- | ----------------------------------- | ---------------- | --- |
| Hong Jian Tao       | -                                   | 3                | Es el amoroso abuelo de Zhao Yao, a quien le enseña todo lo que sabe. Es miembro del Clan Lu, los subordinados del Rey Demonio y encargados de proteger el sello del demonio que tiene al hijo del Rey Demonio en el Monte Fengmo. Cuando Zhao Yao es atacada por Ming Xuan, luego de negarse a decirle la ubicación de Chen Lan, su abuelo la protege y lucha contra él, sin embargo es herido de gravedad y muere, no sin antes salvarla. |
| -                   | Rey Demonio Li Xiu, Wanjun / Zhi Ji | -                | Es el Rey Demonio y el padre de Li Chen Lan. Con el objetivo de unificar el mundo pugilista, decide cultivar una forma secreta de magia poderosa y malvada, sin embargo accidentalmente en el camino se desvía y termina pasándole su demonio interno a hijo en el proceso, temiendo que el poder malvado corrompiera la mente de Chen Lan, Li Xiu decide sellarlo dentro de una montaña ordenándole a sus subordinados, el Clan Lu, proteger la montaña hasta que el regrese con la fórmula para salvar a su hijo, sin embargo en el proceso desaparece. Zhi Ji: es el encargado de la tienda de té en Qi Zhi Di, más tarde se revela que en realidad es el Rey Demonio y que había olvidado su verdadera identidad luego de entrar a las tierras de Qi Zhi Di, sin embargo luego de recordar, se sacrifica para salvar a Chen Lan de Ming Xuan. |
| Fu Jia (傅迦)       | Yuan Ji                             | -                | Es el Jefe de la Secta del Norte del Clan Wan Lu. Originalmente un antiguo miembro de la secta inmortal Jian Xin, quien luego de presenciar la muerte de su hijo Wu'er y esposa, se convierte en un hombre despiadado y se une al clan Wan Lu para vengarse. Es leal a Zhao Yao por lo que luego de su aparente muerte, no acepta que Chen Lan sea el nuevo líder, por lo que decide traicionar al clan e intenta matar en varias ocasiones a Chen Lan, sin embargo sus planes no resultan y es asesinado por Chen Lan. |
| Zhang Xin (张鑫)    | Miss Lu Shi Qi                      | -                | Es la líder del lado Este del clan, es un miembro leal del Clan Wan Lu y de Zhao Yao, a quien protege. Se siente atraída por Qin Qian Xian, a quien protege cuando Su Ruo intenta atacarlo. |
| -                   | Sima Rong                           | -                | Es el jefe y líder del lado Oeste del clan, es un hombre conocido por su inteligencia y habilidades, así como la mano derecha de Zhao Yao. Aprecia y protege a Chen Lan y a Zhao Yao, a quienes ayuda cada vez que lo necesitan. Luego de caer en una trampa donde le rompen las piernas termina en una silla de ruedas y decide vivir lejos junto a Yue Zhu. Luego de la muerte de Yue Zhu, Sima Rong finalmente decide utiliza sus técnicas mecánicas mágicas para sí mismo creando unas piernas de madera que lo ayuden a caminar nuevamente. |
| Xiang Hao (向昊)    | Gu Han Guang                        | -                | Es el jefe y líder del lado Sur del clan. Está enamorado de Shen Qian Jin. Originalmente un miembro de la secta Xu Zong, cuando Qian Jin es envenenada pacta con Zhao Yao en convertirse en el médico del clan, si la salva. Han Guang y Qian Jin se unen a Zhao Yao en su lucha por acabar con la ambición de Luo Ming Xuan. A pesar de mostrar una actitud dura y poco interés, en realidad se preocupa por el Clan Wan Lu. Más tarde muere luego de ser atacado por Ming Xuan. |
| Wu Lin (武麟)       | A'Da                                | -                | Es uno de los guardias del monte Fengmo y un miembro leal a Chen La. Chen La confía mucho en él y lo trata como un hermano, por lo que le da la tarea de vigilar y proteger a Zhao Yao. Es asesinado por Jiang Wu, quien buscaba vengarse de Chen La. |
| -                   | An Si                               | -                | Es el discípulo de Gu Han Guang, después de la muerte de Han Guang, se junto a Shen Qian Jin para seguir el trabajo de Han Guang en su ayuda por curar a las personas que más lo necesitan. |
| Liu Yu Jin (劉鈺瑾) | Yue Zhu                             | -                | Es la asistente de Sima Rong, quien la creó con sus técnicas mecánicas de magia. Originalmente era una discípula enviada por la escuela de la Luna del Sur para matar a Sima Rong, sin embargo luego de enamorarse de él, renuncia a los planes y se queda con él, quien sabe la verdad sobre su identidad. La verdadera Yue Zhu muere luego de recibir varias heridas mientras intentaba salvar a Sima Rong luego de ser capturada por su secta. Más tarde la falsa Yue Zhu muere luego de sufrir heridas en el incendio ocasionado por Lin Zi Yu. |
| -                   | Li Gang                             | -                | Es uno de los líderes de la Secta del Monte Fengmo. Es asesinado por Jiang Wu cuando es enviado a eliminar a los discípulos del Monte Xing. |
| Bai Lu              | Li Ming Ge                          | 1                | Es la hija de Li Chen Lan y Zhao Yao. |
| Xu Kai              | Li Ming Shu                         | 1                | Es el hijo de Li Chen Lan y Zhao Yao. |
| -                   | Lin Zi Yu                           | -                | Es la encargada de la guardia del monte. Está enamorada y obsesionada con Chen Lan, sin embargo él no le corresponde y sólo la ve como un miembro más del clan. Celosa del amor entre Chen Lan y Zhao Yao, traiciona al Clan e intenta matar en varias ocasiones a Zhao Yao, sin embargo finalmente es asesinada por Shi Qi cuando intentaba atacar a Chen Lan. |
| -                   | Xiaoai                              | -                | Es una de los miembros de la guardia del monte, que sigue las indicaciones de Lin Zi Yu, a quien ayuda luego de traicionar al clan. |

#### Thousand Ashes Tower (Pavilion)
| Actor     | Personaje     | N.º de episodios | Notas |
| --------- | ------------- | ---------------- | --- |
| -         | Deidad Zi Dan | -                | Es el líder de la secta y miembro de las sectas ortodoxas legítimas. Es el maestro inmortal de Qian Xian, a quien aconseja sabiamente. Luego de su muerte lo nombra su sucesor. |
| Li Zifeng | Qin Qian Xian | -                | Es un joven maestro y discípulo de Zi Dan, un hombre con grandes habilidades de observación y análisis, luego de la muerte de Zi Dan se convierte en el maestro del Qianchen Pavilion. Es el hermano de Qin Qian Yu y el tío de Qin Zhi Yan. Después de la muerte de su hermano a manos de Liu Wei, y de ver todos los actos malignos de Ming Xuan y su gente, él junto a sus discípulos deciden separarse de la sectas ortodoxas. Al inicio luego de que es capturado por Zhao Yao, comienza a sentirse atraído por ella, sin embargo logra eliminar esos pensamientos y el espíritu maligno que había comenzado a desarrollarse se transforma en Jiang Wu. Más tarde comienza a sentirse atraído por Lu Shi Qi, luego de que está lo salvara durante un ataque de Su Ruo. Qian Xian muere luego de usar toda su vida para consolar a las almas de todas las personas que habían muerto durante la lucha contra Luo Ming Xuan. |
| -         | Su Yan        | -                | Es uno de los jóvenes maestros de la secta y discípulo Qian Xian, Su Yan protege a Qian Xian cuando Jin Xiu llega a la secta en un intento por quitarle el poder. |
| -         | Su Fan        | -                | Es un joven maestro y discípulo Qian Xian. |

#### Qin Clan
| Actor               | Personaje   | N.º de episodios | Notas |
| ------------------- | ----------- | ---------------- | --- |
| Wasir Chou (周詠軒) | Qin Qian Yu | -                | Líder del clan Qin, quien jura a la dama sagrada que su gente luchara junto a ella para derrotar a Zhao Yao y a su clan. Fue asesinado por Liu Wei. |
| Xiao Yan (肖燕)     | Qin Zhiyan  | -                | Es la hija de Qin Qian Yu. |

#### Guan Yu Tower (Tang Sect)
| Actor | Personaje          | N.º de episodios | Notas |
| ----- | ------------------ | ---------------- | --- |
| -     | Miss Shen Qian Jin | -                | Es la maestra y líder de la torre Rain View, a pesar de formar parte de las sectas legítimas cuando descubre las verdaderas intenciones de Luo Ming Xuan y Liu Su Ruo decide separase de las sectas y se une a la secta Wan Lu, luego de que le salvaran la vida de un ataque de Su Ruo. Está enamorada de Gu Huan Guang y cuando termina siendo envenenada Huan Guang, hace un pacto con Zhao Yao para que la cure y a cambio convertirse en el médico del Clan Wan Lu. Luego de absorber el veneno y salvarla, Huan Guang utiliza una de sus técnicas para hacer que Qian Jin se olvide de él, sin embargo más tarde ella recuerda todo lo sucedido. Qian Jin y Huan Guang se unen a Zhao Yao en su lucha por acabar con la destrucción del Luo Ming Xuan. Luego de la muerte de Huan Guang, queda destruida pero decide continuar con sus enseñanzas en la medicina y ayudar a la gente que lo necesite. |
| -     | Jin Rong           | -                | Es una joven discípula de Qian Jin, a quien le encarga el cuidado de la secta cuando se encuentra con el clan Wan Lu. Su clan está conformad únicamente por mujeres y tienen prohibido enamorarse. |

#### Qing Yin Sect
| Actor | Personaje    | N.º de episodios | Notas |
| ----- | ------------ | ---------------- | --- |
| -     | Xiao Yun Yun | -                | Es la joven líder de la Secta Qing (música), a pesar de ser miembro de las sectas ortodoxas legítimas, finalmente se da cuenta de las verdaderas intenciones de Luo Ming Xuan y Liu Su Ruo, por lo que decide no formar parte. Cuando Qin Zhi Yan es capturada por Su Ruo, la ayuda a escapar. Más tarde cuando descubre que Jin Xiu ayuda a Jiang Wu, se decepciona de él. |

#### Tian Xuan Sect
| Actor | Personaje       | N.º de episodios | Notas |
| ----- | --------------- | ---------------- | --- |
| -     | Jin Xiu Gong Zi | -                | Es el líder de la secta y uno de los miembros de las sectas ortodoxas legítimas. A pesar de ser un joven maestro, obsesionado con su belleza y apariencia, está enamorado y protege a Yun Yun y disfruta escucharla tocar música, la cual lo calma. Al ver cómo Zhao Yao derrota fácilmente a las sectas legítimas mientras protegía a Li Chen Lan, demuestra su preocupación sobre si podrán derrotarla. Más tarde se da cuenta de la maldad de Ming Xuan y muere luego de que él absorbiera su poder mientras intentaba proteger a Yun Yun. |

#### Xu Zong Sect
| Actor | Personaje | N.º de episodios | Notas |
| ----- | --------- | ---------------- | --- |
| -     | Song Yi   | -                | Es el líder de la secta, encargada de la medicina. A pesar de formar parte de las sectas legítimas, decide no formar parte en las acciones de Luo Ming Xuan y Liu Su Ruo. Más tarde es asesinado junto a todos sus discípulos por Ming Xuan, quien roba la técnica secreta de la secta para curarse. |
| -     | Li Ya Zi  | -                | Es uno de los discípulos de Song Yi y el único sobreviviente del ataque de Ming Xuan a su secta, cuando intenta revelar la verdad sobre la muerte de sus compañeros Ming Xuan intenta matarlo. |

#### Qi Zhi Di Lands
| Actor | Personaje            | N.º de episodios | Notas |
| ----- | -------------------- | ---------------- | --- |
| -     | Lin Zi You           | -                | Es el hermano de Lin Zi Yu, luego de entrar a Qi Zhi Di olvida su verdadera identidad. Cuando conoce a Zhao Yao se vuelve cercano a ella y la trata como una hermana. Después de recobrar sus memorias, le pide a Zhao Yao y a Chen Lan disculpas por la traición de su hermana. |
| -     | Rey Demonio / Zhi Ji | -                | Es el Rey Demonio y el padre de Li Chen Lan. Luego de entrar a Qi Zhi Di y pasar mucho tiempo ahí, comienza a olvidar su verdadera identidad. Ahora conocido como Zhi Ji, trabaja como encargado de la tienda de té. Cada vez que se encuentra con Zhao Yao o Chen Lan en Qi Zhi Di los ayuda. |
| -     | Cao Ning, Min Feng   | -                | Es un joven que Zao Yao conoce en Qi Zhi Di. Cuando descubre que no puede comprar ni recibir nada si no tiene dinero o relación con algún miembro de las tierras, Zhao Yao se casa por un día con él. Finalmente cuando logra obtener la pastilla que necesita le promete firmar el divorcio. Cuando Chen Lan ordena a sus oficiales hacer varias acciones buenas para que Zhao Yao tenga el dinero suficiente para divorciarse, Cao Ning logra ascender al cielo debido a las acciones positivas. |

#### Xin Shan Sect
| Actor         | Personaje | N.º de episodios | Notas |
| ------------- | --------- | ---------------- | --- |
| -             | Tu Ying   | -                | Es el líder de la secta. |
| Dai Xu (代旭) | Jiang Wu  | -                | Fue un discípulo de Tu Ying, es un hombre ambicioso, malvado, irarcional y deseoso de poder. Luego de matar a su líder, se convierte en el nuevo jefe de Xin Shan. Hace lo que quiere para conseguir sus objetivos y no le importa quien sale afectado. Cuando conoce a Zhi Yan-Zhao Yao se siente atraído. |
| -             | Xiao En   | -                | Es uno de los miembros de la secta de Jiang Wu. Más tarde muere luego de un ataque de Chen Lan, lo que ocasiona que Jiang Wu quiera vengarse. |
| -             | Song Yi   | -                | Es uno de los miembros de la secta de Jiang Wu. Más tarde es asesinado por Luo Ming Xuan, mientras intentaba apuñalarlo. |

### Otros personajes
| Actor              | Personaje     | N.º de episodios | Notas |
| ------------------ | ------------- | ---------------- | --- |
| Ding Ye            | Sima Ke       | -                | |
| Jin Yu Bo (金禹伯) | Zheng Wei Wen | -                | |
| Jin Shijie         | -             | -                | |
| Jin Jia (金珈)     | -             | -                | Es el líder de la secta Xu Zong. |
| -                  | Xiong Tong    | -                | Es un líder de secta y forma parte de las sectas ortodoxas legítimas. Junto a Chi Tian Ming se unen a Luo Ming Xuan y Liu Su Ruo para destruir al Clan Wan Lu y a todos los que se interpongan.                                                                                            |
| -                  | Jiang He      | -                | |
| -                  | Lu Qi         | -                | La ambiciosa Liu Su Ruo lo convence de dar su vida para salvar a Ming Xuan, quien acepta luego de recibir la ayuda de Ming Xuan en el pasado, sin embargo no puede cumplir su objetivo ya que es asesinado por Yuan Ji, quien finalmente logra vengarse por la muerte de su esposa e hijo. |

## Episodios
La serie estuvo conformada por 55 episodios, los cuales fueron emitidos todos los lunes, martes y miércoles a las 22:00 a 23:40hrs (dos episodios).

## Música
El Soundtrack de la serie estuvo conformada por 5 canciones.
| No. | Artista (as)              | Canción                                    | Notas |
| --- | ------------------------- | ------------------------------------------ | ----- |
| 1   | Chen Chusheng y Hu Shasha | "Ostentatious" (招摇 / Zhaoyao)            |       |
| 2   | Ding Ding                 | "A Far Journey" (路之遥 / Lu Zhiyao)       |       |
| 3   | Yuan Ye                   | "Night Hasn't Ended" (未央夜 / Ye Weiyang) |       |
| 4   | Deng Gu                   | "Fate" (宿命 / Su Ming)                    |       |
| 5   | Ding Ding                 | "Together" (一起 / Yi Qi)                  |       |

## Producción
La serie fue dirigida por Zheng Weiwen y escrita por Jiuliu Feixiang (el autor de la novela original), Yang Qianzi y Peng Yunrui. El equipo de producción también contrató al guionista Shunjian Qingcheng (de "The Rise of Phoenixes") como consultor literario del drama.
Contó con los productores ejecutivos Yuan Jie, Liu Lu y Huang Yanhong.
El 27 de octubre del 2017 comenzó las filmaciones en Hongshilinzhen, Hunan, las cuales finalizaron el 12 de febrero del 2018. La serie también se filmó en "Hengdian World Studios". Contó con el apoyo de la compañía de producción "Yu Heng Film Group" y fue emitida a través de Hunan TV.

### Recepción
A su estreno el drama recibió críticas positivas de la audiencia por sus personajes únicos y elementos cómicos, así como por su interesante historia romántica. También fue elogiada por su exhibición y énfasis en los personajes femeninos fuertes, así como por su historia positiva e inspiradora.
La serie alcanzó las clasificaciones de televisión en su franja horaria más alta durante su emisión.